# T.S. Høeg
Torsten Sehested Høeg eller T.S. Høeg (født. 6. januar 1957) er en dansk forfatter og musiker, performer og komponist. Han debuterede i 1981 med kortromanen "Træer vinkler vandstråle i en kort forvitret sommer" og siden da udgivet en lang række bøger, noveller, digte, romaner, skuespil m.m. På sit hovedinstrument, altsaxofon, har han været medlem af trioen Cockpit Music siden dets start i 1978.
T.S. Høeg leder desuden trioen Dane TS Hawk 3 og tentetten Dane TS Hawk & the Locomotion Starsemble. De har bl.a. indspillet med Sort Sol, Düreforsög og Goodiepal.

## Galleri
Jazz and poetry i Aarhus 2017 
Foto: Hreinn Gudlaugsson